# 本間忍
本間 忍（ほんま しのぶ、1957年7月28日 - ）は、日本中央競馬会（JRA）・美浦トレーニングセンターの元騎手、現調教師。北海道出身。

## 来歴
1975年4月に騎手候補生として本郷重彦厩舎に所属し、1976年3月に同厩舎から騎手としてデビューする。厩舎の管理馬であるマルゼンスキーが2歳時だった頃には3か月間調教を担当している（レースでの騎乗は無かった）。
その後はフリーを挟みつつ中尾銑治厩舎→松永勇厩舎→菅原泰夫厩舎と所属を渡り歩き1997年2月に引退。3月から菅原泰夫厩舎の調教助手に転向した。
先輩騎手だった岡部幸雄からの助言をきっかけに調教師転身を決意し、2000年にJRA調教師免許試験に合格する。2002年に美浦トレセンで厩舎を開業した。
2012年9月9日の中山12Rの勝利でJRA通算100勝を達成。2016年10月8日に行われたサウジアラビアロイヤルカップでブレスジャーニーが勝利し重賞初制覇、続く11月19日の東京スポーツ杯2歳ステークスもブレスジャーニーが勝利し重賞2勝目となった。

## 騎手成績
|      | 1着 | 2着 | 3着 | 騎乗数 | 勝率 | 連対率 |
| ---- | --- | --- | --- | ------ | ---- | ------ |
| 平地 | 77  | 106 | 107 | 1917   | .040 | .095   |
| 障害 | 0   | 1   | 1   | 15     | .000 | .067   |
| 計   | 77  | 107 | 108 | 1932   | .040 | .096   |

|            | 日付          | 競馬場・開催  | 競走名             | 馬名           | 頭数 | 人気 | 着順     |
| ---------- | ------------- | ------------- | ------------------ | -------------- | ---- | ---- | -------- |
| 初騎乗     | 1976年3月6日  | 1回中山3日1R  | 4歳以上500万下     | サノラッキー   | 11頭 | 10   | 9着      |
| 初勝利     | 1977年1月23日 | 1回東京7日2R  | 4歳未勝利          | ミマキテンライ | 16頭 | 14   | 1着      |
| 重賞初騎乗 | 1988年2月20日 | 1回東京7日11R | フェブラリーハンデ | キーラーオー   | 15頭 | 10   | 競走中止 |

## 調教師成績

### 概要
|            | 日付           | 競馬場・開催  | 競走名                           | 馬名               | 頭数 | 人気 | 着順 |
| ---------- | -------------- | ------------- | -------------------------------- | ------------------ | ---- | ---- | ---- |
| 初出走     | 2002年3月16日  | 1回中京5日12R | 4歳以上500万下                   | バトルステージ     | 14頭 | 7    | 12着 |
| 初勝利     | 2002年7月14日  | 2回小倉2日8R  | 3歳以上500万下                   | ビバリーホリデー   | 15頭 | 13   | 1着  |
| 重賞初出走 | 2003年8月31日  | 3回新潟6日11R | 新潟記念                         | マンノチャンピオン | 17頭 | 17   | 16着 |
| 重賞初勝利 | 2016年10月8日  | 4回東京1日11R | サウジアラビアロイヤルカップ     | ブレスジャーニー   | 9頭  | 3    | 1着  |
| GI初出走   | 2006年12月10日 | 5回中山4日11R | 朝日杯フューチュリティステークス | アロマンシェス     | 15頭 | 14   | 7着  |

## 主な管理馬
- ブレスジャーニー（2016年サウジアラビアロイヤルカップ、東京スポーツ杯2歳ステークス）

## 主な厩舎所属者
- 粕谷昌央（2004年-2007年 調教助手）
- 林徹（2006年 厩務員）
- 井上敏樹（2015年-2017年 騎手）